# Liste des préfets maritimes de Lorient
Liste des préfets maritimes qui se sont succédé en poste à Lorient (Morbihan) :

## 1800-1815
| Date d'entrée en fonction           | Date de sortie de fonction      | Nom                               | Grade en poste                                             |
| ----------------------------------- | ------------------------------- | --------------------------------- | ---------------------------------------------------------- |
| 20 juillet 1800                     |                                 | Jean Claude Redon de Beaupréau    |                                                            |
| 28 novembre 1800 (7 frimaire an IX) | 24 juin 1801 (6 messidor an IX) | Denis Decrès                      | contre-amiral                                              |
| 21 août 1801 (3 fructidor an IX)    |                                 | Antoine-Jean-Marie Thévenard      | vice-amiral                                                |
| 6 avril 1809                        |                                 | François Romuald Alexandre Molini | Capitaine de vaisseau, chef militaire du port, par intérim |
| 12 août 1809                        | 26 avril 1815                   | François Henri Eugène Daugier     | capitaine de vaisseau, puis (11 juin 1814) contre-amiral   |

## 1816-1827
L'ordonnance royale du 29 novembre 1815, décrétée d'application au 1er janvier 1816, fait disparaître la fonction de préfet maritime et instaure le retour à un découpage des responsabilités entre militaire et civil.
Les responsabilités serait désormais réparties entre un commandant de la Marine et un intendant de la Marine.
| Date d'entrée en fonction | Date de sortie de fonction | Nom                               | Grade en poste                     |
| ------------------------- | -------------------------- | --------------------------------- | ---------------------------------- |
| 1er janvier 1816          |                            | François Henri Eugène d'Augier    | contre-amiral                      |
| 3 mars 1816               | 7 août 1816                | Louis de Solminihac               | Capitaine de vaisseau, par intérim |
| 13 octobre 1816           | 28 février 1827            | François-Romuald-Alexandre Molini | contre-amiral                      |
| 1er mars 1827             | 29 mars 1827               | Henri-Jean-Paul Bardel de Méreuil | Capitaine de vaisseau, intérim     |

| Date d'entrée en fonction | Date de sortie de fonction | Nom | Grade en poste |
| ------------------------- | -------------------------- | --- | -------------- |
| 1818                      |                            | x   |                |
|                           |                            |     |                |

## 1827-1899
Par ordonnance royale du 27 décembre 1826, les préfets maritimes sont rétablis à compter du 1er février 1827. 
| Date d'entrée en fonction     | Date de sortie de fonction | Nom                                         | Grade en poste                                                                                              |
| ----------------------------- | -------------------------- | ------------------------------------------- | --- |
| 29 mars 1827                  | x                          | Philippe Redon, comte de Beaupréau          | fils de Jean Claude Redon de Beaupréau maître des Requêtes au conseil d'État 30/12/1827 : conseiller d'État |
| 8 février 1831                |                            | Alexandre Louis du Crest de Villeneuve      | contre-amiral                                                                                               |
| 25 avril 1833                 |                            | Alexandre Louis du Crest de Villeneuve      | contre-amiral                                                                                               |
| 13 mars 1842                  |                            | Pierre-Édouard Brou                         | Capitaine de vaisseau, par intérim                                                                          |
| 26 mars 1842                  |                            | Félix-Louis-Urbain Ménouvrier de Fresnes    | contre-amiral                                                                                               |
| 17 novembre 1845              |                            | Abel Aubert du Petit-Thouars                | contre-amiral, puis (29 août 1846) vice-amiral                                                              |
| 17 octobre 1846               |                            | Pierre-Édouard Brou                         | Capitaine de vaisseau, par intérim                                                                          |
| 8 mars 1847                   |                            | Louis-Aimé Cosmao Dumanoir                  | contre-amiral                                                                                               |
| 14 avril 1848                 |                            | Marie-Alfred de Suin                        | Capitaine de vaisseau, puis (23 janvier 1853) contre-amiral                                                 |
| 14 janvier 1853               |                            | Charles-François Lavaud                     | contre-amiral                                                                                               |
| 1er octobre 1856              |                            | Aimable Constant Jéhenne                    | contre-amiral                                                                                               |
| 17 novembre 1858              |                            | Auguste-Pierre Chiron du Brossay            | Capitaine de vaisseau, par intérim                                                                          |
| 13 décembre 1858              | 1859                       | Louis Henri de Gueydon                      | contre-amiral puis (4 mars 1861) vice-amiral                                                                |
| 3 octobre 1861                |                            | Pierre-Eugène Guieysse                      | commissaire général de 2e classe, par intérim.                                                              |
| 7 octobre 1861                |                            | Louis Narcisse Chopart                      | contre-amiral, puis (27 janvier 1864) vice-amiral                                                           |
| 18 mars 1868                  |                            | Jean-Louis-Adam Jam                         | contre-amiral, par intérim                                                                                  |
| 30 mars 1868                  |                            | Joseph-Eugène de Poucques d'Herbinghem      | vice-amiral                                                                                                 |
| 9 novembre 1870               |                            | Henri-Jules-Noël-François Garnault          | contre-amiral                                                                                               |
| 9 novembre 1871               |                            | Albert Auguste Gicquel des Touches          | contre-amiral, puis (3 août 1875) vice-amiral                                                               |
| 23 mai 1877                   |                            | Charles-Victor-Eugène Amet                  | contre-amiral, par intérim                                                                                  |
| 27 juin 1877                  |                            | Charles de Surville                         | vice-amiral                                                                                                 |
| 16 novembre 1878              |                            | Michel-Régis Leblanc                        | contre-amiral, par intérim                                                                                  |
| décembre 1878-13 janvier 1879 |                            | Germain-Hector Périgot                      | vice-amiral                                                                                                 |
| 21 décembre 1881              |                            | Michel-Alexandre Salmon                     | contre-amiral, par intérim                                                                                  |
| 1er janvier 1882              |                            | Charles-Victor-Eugène Amet                  | vice-amiral                                                                                                 |
| 21 septembre 1883             |                            | Joseph-Marie-Didier Duburquois              | |
| 15 octobre 1885               |                            | Charles-Marie Duperré                       | |
| 8 décembre 1886               |                            | Charles-François-Alexis Béhic               | contre-amiral, par intérim                                                                                  |
| 28 décembre 1886              |                            | Alfred Conrad                               | vice-amiral                                                                                                 |
| 14 août 1889                  | février 1893               | Raoul Marie François de Sales de Marquessac | vice-amiral                                                                                                 |
| 6 février 1893                |                            | Amédée-César Méquet                         | contre-amiral, par intérim                                                                                  |
| 1er mars 1893                 |                            | Charles Regnault de Prémesnil               | vice-amiral                                                                                                 |
| 20 octobre 1894               |                            | Émile Parrayon                              | vice-amiral                                                                                                 |
| 10 octobre 1896               |                            | Augustin Pascal Blanc (en)                  | contre-amiral, par intérim                                                                                  |
| 19 décembre 1896              |                            | Pierre François Marie Ménard                | vice-amiral                                                                                                 |
| 16 octobre 1899               | 1900                       | Jean-Olivier de la Bonninière de Beaumont   | vice-amiral                                                                                                 |

## XXesiècle
| Date d'entrée en fonction | Date de sortie de fonction | Nom                                                | Grade en poste        |
| ------------------------- | -------------------------- | -------------------------------------------------- | --------------------- |
| août 1902                 |                            | Charles Louis Théobald Courrejolles                | vice-amiral           |
| janvier 1903              | juin 1903                  | Paul-Louis Germinet                                | vice-amiral           |
| juin 1903                 | avril 1904                 | Camille Gigon                                      | vice-amiral           |
| août 1907                 | octobre 1911               | François Leygue                                    | vice-amiral           |
| octobre 1911              | octobre 1913               | Lucien-Joseph Berryer                              | vice-amiral           |
| octobre 1913              | mars 1916                  | Édouard Perrin                                     | vice-amiral           |
| février 1917              | mai 1918                   | Charles-Eugène Favereau                            | vice-amiral           |
| mai 1918                  | juin 1919                  | Paul Albert de Gueydon                             | vice-amiral           |
| juin 1939                 | juin 1940                  | Hervé Alphonse Marie de Penfentenyo de Kervéréguin | vice-amiral d'escadre |

## Sources
- Étienne Taillemite, Dictionnaire des marins français, Tallandier 2002.
- Répertoire numérique des archives de l'arrondissement maritime de Lorient, série A, Archives de la Marine, par F. Marec, 1922 lire en ligne sur Gallica